# Władysław Węgrzyński
Władysław Węgrzyński (ur. 3 marca 1894 w Witryłowie, zm. 1940 w USRR) – podpułkownik piechoty Wojska Polskiego, ofiara zbrodni katyńskiej.

## Życiorys
Urodził się 3 marca 1894 w Witryłowie, w ówczesnym powiecie brzozowskim Królestwa Galicji i Lodomerii, w rodzinie Antoniego. W 1914 ukończył ósmą klasę w c. k. Gimnazjum Męskim w Sanoku i zdał egzamin dojrzałości, a po maturze miał podjąć studia prawnicze.
W czasie I wojny światowej walczył w szeregach cesarskiej i królewskiej Armii. Jego oddziałem macierzystym był Pułk Piechoty Nr 10. Na stopień podporucznika rezerwy został mianowany ze starszeństwem z 1 sierpnia 1916 w korpusie oficerów piechoty.
1 czerwca 1921 pełnił służbę w Dowództwie 3 Dywizji Piechoty Legionów, a jego oddziałem macierzystym był 37 Pułk Piechoty. 3 maja 1922 został zweryfikowany w stopniu kapitana ze starszeństwem z 1 czerwca 1919 i 815. lokatą w korpusie oficerów piechoty, a jego oddziałem macierzystym był nadal 37 pp. Później został przeniesiony do 29 Pułku Piechoty w Kaliszu i przydzielony do Dowództwa 25 Dywizji Piechoty na stanowisko I oficera sztabu. Od 1924 służył w macierzystym 29 pp. Później został przydzielony do Oddziału I Sztabu Generalnego w Warszawie. 23 grudnia 1927 został przeniesiony do kadry oficerów piechoty z pozostawieniem na dotychczas zajmowanym stanowisku w Oddziale I SG. W latach 1928–1934 pełnił służbę w Korpusie Ochrony Pogranicza. 2 grudnia 1930 został mianowany majorem ze starszeństwem z 1 stycznia 1931 i 8. lokatą w korpusie oficerów piechoty. W czerwcu 1934 został przeniesiony z KOP do 20 Pułku Piechoty w Krakowie na stanowisko dowódcy batalionu, lecz już w grudniu tego roku został przeniesiony na takie samo stanowisko do 16 Pułku Piechoty w Tarnowie. W maju 1937 został ponownie przeniesiony do KOP na stanowisko dowódcy Batalionu KOP „Hoszcza”. Na stopień podpułkownika został mianowany ze starszeństwem z 19 marca 1939 i 26. lokatą w korpusie oficerów piechoty. Od rozpoczęcia mobilizacji rezerwowej 38 Dywizji Piechoty w pierwszych dniach września 1939 dowództwo batalionu łączył z funkcją pełniącego obowiązki dowódcy Pułku KOP „Zdołbunów”.
Władysław Węgrzyński figuruje na tzw. Ukraińskiej Liście Katyńskiej, czyli liście obywateli polskich zamordowanych na Ukrainie na podstawie decyzji Biura Politycznego WKP (b) i naczelnych władz państwowych ZSRR z 5 marca 1940.
Był osadnikiem wojskowym. Otrzymał działkę w Koledyczach.

## Ordery i odznaczenia
- Krzyż Walecznych dwukrotnie[27][23][28][29][30]
- Złoty Krzyż Zasługi – 1938 „za zasługi w służbie ochrony pogranicza”[31]

25 czerwca 1938 Komitet Krzyża i Medalu Niepodległości odrzucił wniosek o nadanie mu tego odznaczenia.
W czasie służby w c. i k. Armii otrzymał:
- Krzyż Zasługi Wojskowej 3 klasy z dekoracją wojenną i mieczami,
- Krzyż Wojskowy Karola[5].